# Dwór Horodyńskich w Sieklówce
Dwór Horodyńskich – posiadłość rodu Horodyńskich. Był wybudowany w Sieklówce, w województwie podkarpackim, w powiecie jasielskim, w gminie Kołaczyce.
Dwór został wzniesiony został na początku XX wieku przez Władysława Horodyńskiego, który w 1919 roku ożenił się z panną Marią Fierichówną i chciał wprowadzić swoją świeżo poślubioną małżonkę do nowego domu. Wybudował go w sąsiedztwie starszego dworu należącego do jego rodziców – Marii Bielańskiej i Kazimierza Horodyńskiego. Na podstawie jedynie ocalałego zdjęcia starego dworu można stwierdzić, że był mniej okazały niż nowy: posiadał stosunkowo wysoki dach pokryty dachówką, a wybudowany został z drewnianych belek wspartych na kamiennej podmurówce, prawdopodobnie uszczelnionych i wygładzonych gliną. Na ścianie frontowej widoczne są cztery okna, a także mały ganeczek z dwuspadowym daszkiem podpartym czterema drewnianymi belkami ustawionymi na murku (obok niego stała beczka – zapewne na deszczówkę). Dworek miał bielone ściany.
Władysław Horodyński przewiózł budulec na swój nowy dom, jak twierdzą niektórzy – z Niepli oddalonej o kilka kilometrów od Sieklówki. Dwór wzniesiono na kamiennym, wysokim fundamencie. Ściany oszalowano, zapewne dla ich uszczelnienia i dekoracji. Dwuspadowy dach pokryto czerwoną dachówką.
Budynek posiadał trzy wejścia: od strony południowej przez werandę. Od strony północnej – również przez werandę i od wschodu – główne, reprezentacyjne przez ganek. Ganek zajmował centralną część frontowej ściany wschodniej. Prowadziło do niego sześć murowanych półkolistych schodków otoczonych z prawej strony murkiem. Latem wystawiano tam w drewnianych skrzynkach rośliny doniczkowe, pnące się po murku i ścianie dworu, a już chyba najbardziej – po ścianach ganku. Przed nim, na dobrze utrzymanym gazonie, rosły ozdobne drzewka i kwiaty. Kwiaty znajdowały się też pod ścianami domu, a także wzdłuż alejek spacerowych. Na ganku, zawsze widnym ze względu na siedem okien i okienek, stał stół oraz kwietnik (zamiłowanie gospodarzy do kwiatów zdradzało nie tylko otoczenie, ale i wnętrze dworu). Stamtąd przechodziło się do przedpokoju, gdzie była rozsuwana szafa na ubrania. Posadzka tego pomieszczenia wyłożona została niewielkimi, kamiennymi płytkami, które mocno szorowano szczególnie z racji przyjazdu gości czy świąt. W przedpokoju grywano w brydża, szczególnie w długie jesienne i zimowe wieczory.
Z przedpokoju drzwi prowadziły: na lewo – do pokoju niani, na prawo – do pokoju Jasia; syna gospodarzy, na wprost – do salonu i jadalni. W salonie była drewniana podłoga przykryta dywanem oraz piec kaflowy (tak jak w pozostałych pokojach). Umeblowanie tworzyły: fotele i krzesła o miękkich wzorzystych obiciach z toczonymi nogami, rzeźbione i proste stoliki- jeden z nich stał pod dużym lustrem w ozdobnej ramie, wiszącym między oknami z widokiem na sad od strony zachodniej. Były na nim dwie dekoracyjne lampy naftowe ze szklanymi kulistymi kloszami i różne drobiazgi, między innymi muszle. Przed oknem stały na kwietniku rośliny doniczkowe, a spośród nich wyróżniały się palma i monstera dziurawa. Na ścianie wisiał kilim oraz portrety – między innymi dość duży portret przodka rodziny (córeczka Horodyńskich mówiła, że „wodził oczyma”, dlatego zawsze ze strachem przebiegała przez pokój, gdy była tam sama). Z salonu przechodziło się do jadalni.

## Salon w dworze Horodyńskich
W czasie okupacji niemieckiej stacjonujący we dworze Niemcy usunęli ścianę między salonem a jadalnią i zrobili z tych pomieszczeń świetlicę, wieszając w centralnym miejscu portret Hitlera. Natomiast po wojnie, uczniowie szkoły mieszczącej się w dworku mieli w dawnej świetlicy największe sale lekcyjne, gdzie występowali na akademiach: najpierw ku czci rewolucji socjalistycznej, a potem ofiar Katynia.
Z jadalni można było przejść do wąskiego korytarzyka w północnej części domu. Z korytarzyka wchodziło się: na lewo do kancelarii dziedzica, pokoiku służącej, kuchni (z kuchni do małej spiżarni), a po prawej stronie – do pokoju Zosi, sypialni państwa (stamtąd do łazienki) oraz toalety. Korytarzyk kończył się północną werandą, w której znajdowało się kilka schodków prowadzących na strych.
W południowej części domu, oprócz pokoju niani, były jeszcze dwa pokoje gościnne z przedsionkiem. Stamtąd wychodziło się na werandę, a z niej – schodami na dziedziniec.
Podczas wojny ta część domu była zajmowana okresowo przez Niemców, udających się lub powracających z frontu wschodniego. Stacjonowała tu, między innymi, karna kompania żołnierzy, którzy w jednej z walk poddali się Amerykanom, a następnie zostali odbici przez Niemców. Podczas wysiedlenia wszystkich mieszkańców wsi latem 1944 roku, Niemcy panoszyli się po całym domu, dewastując go.
Do częściowo wkopanej w ziemię piwnicy dworu wchodziło się od strony południowej. Kamienne grube ściany wykończone cegłą – solidne fundamenty dla drewnianej budowli – kryły kilka dużych pomieszczeń oraz ciemny korytarz. I tak zaraz przy wejściu po lewej stronie korytarza znajdowała się pralnia. Kolejne drzwi prowadziły do największego lokum z dwoma okienkami, służącemu przechowywaniu warzyw – niektóre rosły tam całą zimę w grubej warstwie specjalnie nanoszonej ziemi. Natomiast po prawej stronie było pomieszczenie na ziemniaki, które zsypywano przez okienko obok ganku, a naprzeciwko pralni – schowek na zapasy nafty potrzebnej do lamp. Piwnica znajdowała się pod południową częścią domu.
W 1944 roku, w czasie ustabilizowania się linii frontu rosyjsko-niemieckiego koło Frysztaka, hitlerowcy zrobili sobie schron właśnie w tej piwnicy. Gdy rodzina Horodyńskich wróciła do domu po wyzwoleniu Jasła i okolic, zastała splądrowany dwór, a w piwnicy – list napisany tylko do połowy przez żołnierza niemieckiego, zapewne zaskoczonego nagłą ofensywą.
Dwór otaczał piękny park ze starym, mieszanym drzewostanem. Rosły tam brzozy, lipy, sosny, dęby, graby, topole, a niedaleko bramy wjazdowej – kasztanowiec.
Gdy do Sieklówki zbliżał się front wschodni, Niemcy wybudowali w parku bunkry: jeden był nad stawem, drugi – w okolicach lodowni. W tym celu wycięli wiele drzew. Ściany bunkrów ponoć wyłożyli złocistą tapetą, a żołnierskie posiłki jedli tam na porcelanowej zastawie Horodyńskich. Bunkry miały łączność telefoniczną z dworem.
Na granicy parku, nad skrzyżowaniem drogi do dworu z drogą do czworaka, stał pod wiekową lipą krzyż, a obok niego ławeczka. Pod krzyżem zakopano butelkę z informacją, że został postawiony w czasie okupacji niemieckiej, jednak po latach butelki nie udało się odnaleźć.

## Krzyż na granicy posiadłości
Park, wraz z sadem i ogrodem warzywnym, zajmowały powierzchnię ponad jednego hektara. Grządki znajdowały się powyżej stawu i nad polną drogą prowadzącą ku Lublicy. Posiadłość ogrodzona była drewnianym płotem od strony północnej i wschodniej, a od południa i zachodu (ogród warzywny i część sadu z parkiem)- płotem plecionym.
Schodząc od dworu w kierunku południowym, dochodziło się do stawu rybnego. Po dosyć dużym i dobrze utrzymanym zbiorniku pływano czymś w rodzaju koryta wydrążonego w pniu drzewa. Stanowiło to nie lada atrakcję dla letników, licznie przybywających do państwa Horodyńskich w czasie wakacji. Większą rozrywkę stanowiły tylko eskapady wozem myśliwskim nad oddaloną o osiem kilometrów od Sieklówki Wisłokę, gdzie było kąpielisko.

## Staw rybny
Tuż za stawem i rzeczułką stał budynek mieszkalny, tzw. czworak, w którym mieszkało cztery rodziny należące do dworskiej służby. Czworak posiadał dwie izby od południa i dwie izby od północy (do rodziny należała jedna izba). Każda z nich miała sień, komorę i część strychu, a kuchenne piece były podłączone do jednego komina. Wodę do celów konsumpcyjnych czerpano ze źródełka na łące oddalonego o jakieś 200 metrów od budynku, natomiast wodę do prania noszono z przepływającej nieopodal rzeczki. Czworak miał przybudówkę z przeznaczeniem na chlew i kurnik. Podczas wojny w czworaku mieszkała rodzina repatriantów z Kalisza przygarnięta przez Horodyńskich.
W ogrodzie za dworem od strony zachodniej, w małej dolince koło jeszcze dziś rosnącego starego dębu, znajdowała się przykryta strzechą lodownia, czyli pomieszczenie chłodzone przez naturalny lód, gdzie przechowywano mięso i nabiał. Przypominała piwnicę wkopaną w ziemię (tzw. ziemiankę). Pod wiosnę wożono do niej krę ze stawu. Lód utrzymywał się w plewach przez cały rok. Nawet latem było tam bardzo zimno, dzięki czemu żywność nie psuła się. Klucze do lodowni miała zaufana osoba – kucharka.
W północno-zachodniej części posiadłości stała jedyna stodoła (tzw. duże gumno) kryta słomą – pozostałe budynki miały dachy z czerwonej dachówki. Konstrukcja wsparta była na filarach. Ściany tworzyły grube deski zakładane w poprzek słupów. Stodoła zawaliła się podczas wichury w 1945 roku.
Tuż obok znajdowały się dwie inne duże stodoły o ścianach z grubych desek. W jednej z nich przed paroma laty skupowano zwierzęta przeznaczone do uboju – została ona zburzona dopiero na początku XXI wieku, gdyż w jej sąsiedztwie wybudowano nową szkołę. Niedaleko stodoły stał rzadko używany kierat pokryty strzechą. W pewnym okresie składowano w nim siano.
Jedynym budynkiem posiadającym piętro i zbudowanym w całości z cegieł był spichlerz. Na jego parterze znajdowały się: drewutnia, magazyny, wozownia i garaż (z samochodem na drewnianych resorach), a na piętrze – pomieszczenie do przechowywania zboża. Przy spichlerzu dobudowano szopę na narzędzia rolnicze. Po wojnie spichlerz spełniał różne funkcje – na piętrze odbywały się nawet zabawy ludowe. Dziś w jego miejscu stoi budynek nowej szkoły.
Za dworem, niedaleko spichlerza, stała głęboka studnia, której wnętrze wyłożono kamieniem. Wodę czerpano dużymi, drewnianymi wiadrami. Podczas kręcenia kołem puste wiadro szło w dół, a jednocześnie – pełne do góry. Obok studni było, prawie ośmiometrowe, wydrążone w drzewie koryto do pojenia bydła.
Zimną, krystalicznie czystą wodę ze studni doceniali mieszkańcy dworu i służba – zawsze stała w dzbanku na dworskim stole.
Zaraz przy bramie wjazdowej do dworu, po drugiej stronie drogi prowadzącej do wsi i przysiółku rzeki, znajdował się podpiwniczony budynek składający się z kilku pomieszczeń. Zwykle mieszkały w nim trzy rodziny (zajmowały cztery izby) pracujące stale przy obrządku bydła. Oprócz tego były tam jeszcze: pokój karbowego (w pewnym okresie – warsztat rymarski), kuchnia dla czeladzi (gdzie odbywały się czasem potańcówki) i pomieszczenie gospodarcze (tzw. stolarnia) oraz dwa przedsionki.
W poprzek drogi znajdowały się połączone ze sobą chlewnia z kurnikiem na piętrze oraz stajnia dla bydła. Stajnia dla bydła posiadała oddzielne stanowiska dla krów (każda krowa miała przymocowaną nad żłobem tabliczkę ze swoim imieniem, datą urodzenia i innymi danymi), cieląt, wołów i buhaja. Pomiędzy stajnią dla bydła a stajnią dla koni składowano nawóz zwierzęcy w betonowej gnojowni. Obornik wynoszono na drewnianych nosidłach, a gnojowica płynęła do zbiorników murowanym kanałem. W okolicach stajni było przeważnie okropne błoto. W stajni dla koni stały osobno konie do bryczki (tzw. cugowe), konie pociągowe i źrebięta. Od strony zachodniej był wybieg dla źrebiąt oraz skład drewna opałowego (tzw. notoń).
Ściany zabudowań gospodarczych (oraz tego przy bramie wjazdowej) składały się ze szkieletów słupów i belek drewnianych wypełnionych cegłą – tzw. murów pruskich. Wszystkie budynki gospodarcze wzniesiono na kamiennej, miejscami wysokiej podmurówce. Do niektórych prowadziły kamienne chodniki. Zabudowania utrzymano schludnie, wszędzie panował porządek.
W okresie PRL-u opisane budynki miały różne przeznaczenie i stopniowo ulegały dewastacji. Ocalał jedynie dwór, który z zewnątrz wygląda dziś prawie tak samo jak na początku XX wieku, dzięki temu, że do 2001 roku mieściła się w nim szkoła podstawowa.
Nie pozostało nic z dawnego umeblowania. Zachowały się tylko nieliczne pamiątki (np. portrety, część pięknej zastawy stołowej w fiołki), będące w posiadaniu spadkobierców. Dwór zamieszkiwały po wojnie różne rodziny: na początku te, co w wyniku działań wojennych straciły dach nad głową, później- rodziny kolejnych kierowników szkoły, urzędników. Mieścił się w nim nawet sklep spółdzielczy.

## Gospodarstwo
Władysław Horodyński, absolwent renomowanej szkoły średniej, swoje gospodarowanie w majątku odziedziczonym po rodzicach rozpoczął od budowy stajni dla bydła. Dopiero później powstał nowy dwór. W miarę upływu czasu wznoszono kolejne budynki gospodarcze i unowocześniano istniejące.
W książce księdza Sarny „O powiecie jasielskim” wydanej w 1900 roku znaleźć można informację: Obszar dworski ma 264 ha 17, a i 31 m². Dziedzic pomnożył jednak majątek rodziców, dokupując do około 100 hektarów tyleż samo lasu za pieniądze z posagu żony.
Na gruntach ornych (120 hektarach) siano pszenicę, żyto, owies i jęczmień. Zboża młócono w młockarni, podczas gdy chłopi ze wsi i okolic młócili jeszcze cepami. Sadzono dużo ziemniaków i buraki pastewne. Niedaleko dworu rosła kukurydza (tzw. koński ząb). Ziemię orano dwiema parami wołów i końmi. Użyźniano ją nawozami naturalnymi, a w późniejszym okresie sztucznymi.
Rozsady warzyw rozwijały się w inspektach ogrzewanych końskim nawozem. Z warzyw uprawiano także mało wówczas znane pomidory, ogórki, pory, brukselkę i sałatę. Włoszczyzna była stałym składnikiem dworskich posiłków. Ceniono również świeże owoce: truskawki, jabłka, gruszki czy czereśnie.
W czasie wojny właściciel majątku został przez Niemców mianowany jego zarządcą. Nowi „właściciele” pilnowali, by gospodarstwo przynosiło dochody i często „wpadali” na kontrole. Zarządzili uprawę buraków cukrowych i roślin, z których chcieli pozyskać kauczuk. W tym celu dostarczyli nawozów sztucznych (dziedzic zasilił nimi inne zagony, a Niemcom powiedział, że „ziemia nie nadaje się do takich upraw, dlatego są słabe”). W razie złego gospodarowania na „zarządcę” mogły być nałożone nietrudne do przewidzenia sankcje.
Hodowano zwykle około 20 czarno-białych krów (nazywano je fryzami), a ponadto jałówki, cielęta, dwie pary wołów i buhaja – razem do 50–60 sztuk bydła. Przy jego obrządku pracowały rodziny należące do stałej służby dworskiej. Cztery kobiety doiły krowy, za co otrzymywały codziennie 2 litry mleka. Mleko odwożono w większości do mleczarni. Mężczyźni i dzieci porządkowali stajnię oraz paśli bydło. Pracowali także w chlewni, w której znajdowało się od 10 do 20 sztuk nierogacizny. W kurniku nad chlewnią było ptactwo domowe: kury, kaczki i indyki. Rodzinom płacono zbożem, a rozdzielano je w zależności od liczby osób pracujących i wielkości rodziny. Zwykle było to 12 kwintali zboża na rok, z czego 70 procent stanowiło żyto, a resztę pszenica i jęczmień. Służbie wypłacano należność także w małych ratach pieniężnych.
Ziarno na mąkę czeladnicy mełli w żarnach. Kobiety piekły chleb nie tylko dla swoich rodzin, ale także dla innych pracowników dworskich z mąki dostarczanej przez dziedzica. Dziedzic hodował konie pociągowe i tak zwane cugowe, które zaprzęgano do bryczki. On sam objeżdżał pola (tak go zapamiętali starsi mieszkańcy Sieklówki) na siwym koniu – klaczy Zuzi. Przy koniach pracowało czterech fornali należących do stałej służby. Był także stangret – zajmował się tylko końmi wyjazdowymi.
Pod koniec wojny Niemcy zarekwirowali konie, a potem bydło (dziedzic musiał osobiście odwiązać od żłobu każdą sztukę) i popędzili je w stronę Bieździadki. Nadzór nad obrządkiem zwierząt i pracami polowymi miał karbowy. Codziennie wieczorem zdawał raport w kancelarii dziedzica z funkcjonowania gospodarstwa i otrzymywał zadania na dzień następny. Rozdzielał paszę dla zwierząt, doglądał prac polowych, pisał dniówki dla pracowników sezonowych zatrudnianych w majątku od wiosny do jesieni (najczęściej płacono im płodami rolnymi).
Do domu zatrudnione były pokojówka i kucharka (przychodziła również kobieta do prasowania bielizny oraz innych posług). Obowiązki w gospodarstwie miały także rezydentki dworu, np. dopilnowywały udoju, haftowały obrusy – także do kościoła, robiły przetwory na zimę, pomagały w kuchni, pełły grządki. Jeden z członków rodziny pracującej w majątku wspomina: „Państwo Horodyńscy byli dobrymi pracodawcami. (...) Dbali o ludzi, szanowała ich służba i wieś. Szczególnie lubiana była pani Horodyńska.(...)Ogólnie warunki życia rodzin były względne, lecz zakwaterowania – dosyć prymitywne.” Gdy po wojnie doszło do parcelacji majątku, rodziny należące do służby otrzymały średnio po 2 ha gruntu.
Piętno na życiu dworu wypaliła wojna oraz choroba i śmierć pani Horodyńskiej. Nigdy już nie wróciły spokojne, bezpieczne dni. Za ścianą zamieszkali Niemcy, więc nawet dzieci musiały się mieć na baczności, tym bardziej że widziały jak ojciec każe piec kucharce tak dużo bochnów chleba, a potem kładzie je na wozie pod sianem i „jedzie oglądnąć las”. Zaczęto na wszystkim oszczędzać. Herbatę z samowara zastąpiono „herbatą” z palonego karmelu. A w czworaku zamieszkała nowa rodzina z Kalisza.
Niemcy, mimo ostrzeżeń dziedzica, rozkazali zaprzęgnąć klacz (Zuzię) do bryczki, a ta zabiła jednego z nich na miejscu. Na szczęście nie skazano dziedzica za ten wypadek. Dzieci nigdy nie zapomniały odgłosu kilku strzałów oddanych któregoś dnia koło rzeki. Ktoś wydał żydowską rodzinę. Wieczorami wpadał Jacek Adamski, ale dzieci nie wiedziały, na jaki temat toczyły się ciche rozmowy, bo natychmiast zapędzano je do łóżek. Na pytanie, dlaczego Jacek teraz tak często przyjeżdża, słyszały od ojca zawsze jedną odpowiedź: „w sprawach gospodarczych”. Po wojnie dowiedziały się, że nie chciał nikogo narażać. To były sprawy życia i śmierci. Niedaleko dworu, na plebanii, znajdowało się dowództwo pułku żołnierzy Armii Krajowej Obwodu Jasło. Podczas „wizyt” oficerów Wehrmachtu stacjonujących we dworze, żołnierze kryli się w zaroślach. Ich konie stały natomiast w stajni plebańskiej, a siodła dobrze zamaskowano. W zabudowaniach plebanii schowano także broń ze zrzutu w Bieździadce.
Którejś nocy zjawili się nagle Dzianottowie w strasznie brudnych, poszarpanych ubraniach. Okazało się, że uciekli z linii frontu, czołgając się kilka kilometrów rowami. Zostali we dworze. W 1943 roku zmarła w wieku 45 lat pani Horodyńska. Horodyński bardzo przeżył śmierć żony. Życie dworskie prawie przestało go obchodzić.
Latem 1944 najpierw zabrano konie, potem bydło (służba, której kazano pędzić krowy do Bieździadki uciekła w czasie drogi pod ostrzałem Niemców). Rodzina ze dworu została wysiedlona wraz z mieszkańcami pobliskich wsi. Gdy wróciła po wysiedleniu do splądrowanego dworu, okazało się, że to nie jest już jej dom. Wkrótce nakazano Horodyńskim z dnia na dzień wynieść się i zakazano powrotu. Opuścili Sieklówkę, zabierając ze sobą kilka walizek.
Do 1991 roku w dworze mieściła się szkoła podstawowa.
W 2008 roku dwór został rozebrany.